# Abraham Kiptum
Abraham Kiptum (Nandi County, 15 september 1989) is een Keniaanse langeafstandsloper. Kiptum vestigde op 28 oktober 2018 het wereldrecord op de halve marathon in Valencia, Spanje. Zijn eindtijd was 58.18. Nog geen jaar later was hij het echter alweer kwijt aan zijn landgenoot Geoffrey Kamworor, die er op 15 september 2019 in Kopenhagen 58.01 van maakte. Zijn gelopen wereldrecordtijd is door de IAAF geschrapt vanwege doping.

## Biografie
Kiptum verbeterde het wereldrecord van Zersenay Tadese uit 2010 met vijf seconden. Zijn 10 tot 20 km split in de halve marathon van Valencia was 27.16. Zijn debuut in de marathon was de Rabat Marathon in 2015, waar hij derde werd met een tijd van 2:11.36.
In de inaugurele Abu Dhabi Marathon op 7 december 2018 eindigde hij als tweede met 2:04.16, twaalf seconden achter de winnaar Marius Kipserem. Hij verbeterde zijn PR van vorig jaar in de Amsterdam Marathon met 70 seconden. Ook deze tijd is later door de IAAF geschrapt.
Op 26 april 2019 bevestigde de Athletics Integrity Unit een voorlopige schorsing tegen Kiptum voor een overtreding van het IAAF Antidopingreglement. Kiptum werd teruggeroepen uit de marathon van Londen in 2019 als gevolg van de schorsing. Op 11 november 2019 werd Kiptum voor vier jaar geschorst. Al zijn resultaten vanaf 13 oktober 2018 zijn geschrapt.

## Persoonlijk leven
Abraham Kiptum werd geboren in Chepketei Kosirai Village, Kenia als derde van vier kinderen. Kiptum ging naar Kosirai Primary School en Kipmokoch Secondary School. Hij wordt gecoacht door Joshua Kiprugut Kemei.

## Persoonlijke records
| Onderdeel | Prestatie | Datum           | Plaats    |
| --------- | --------- | --------------- | --------- |
| 10.000 m  | 29.18,0   | 15 april 2017   | Mumias    |
| 10 km     | 27.44     | 9 december 2017 | Ziwa      |
| marathon  | 2:05.26   | 15 oktober 2017 | Amsterdam |